# Elsmore (Kansas)
Elsmore – miasto położone w hrabstwie Allen.